# کاسوکابه، سایتاما
کاسوکابه در استان سایتاما در کشور ژاپن واقع شده‌است که دارای جمعیت ۲۳۶٬۸۵۴ نفر و مساحت ۶۵٫۹۸ کیلومتر مربع با تراکم جمعیت ۳٬۵۹۰ نفر در کیلومترمربع است و در تاریخ ۱ اکتبر ۲۰۰۵ به عنوان شهر شناخته شد.